# 藤原通宗
藤原 通宗（ふじわら の みちむね、長久元年〈1040年〉頃 - 応徳元年4月12日または13日〈1084年5月19日または20日〉）は、平安時代中期から後期にかけての貴族・歌人。藤原北家小野宮流、大宰大弐・藤原経平の長男。官位は正四位下・若狭守。

## 経歴
右衛門佐を経て、延久4年（1072年）ごろ能登守、承暦元年（1077年）周防守、永保元年（1081年）若狭守と、後冷泉朝末から後三条朝・白河朝にかけて受領を歴任する。この間、延久4年（1072年）任地の能登国で『気多宮歌合』を主催したほか、永保3年（1083年）『中宮篤子内親王侍所歌合』では判者を務めた。和歌作品が『後拾遺和歌集』（4首）と『金葉和歌集』（1首）に採録されている。
若狭守任期中の応徳元年（1084年）4月12日または13日卒去。享年45か。

## 官歴
- 時期不詳：右衛門佐[3]
- 延久4年（1072年） 3月19日：見能登守[4]
- 承暦元年（1077年） 10月3日：周防守[5]
- 永保元年（1081年） 正月：若狭守、見従四位上[6]
- 時期不詳：正四位下[3]
- 応徳元年（1084年） 4月12日または13日：卒去[3]

## 系譜
『尊卑分脈』による。
- 父：藤原経平
- 母：藤原家業の娘
- 実母：高階成順の娘
- 妻：藤原家経の娘
  - 男子：藤原家実
- 妻：高階成章の娘 - 母は大弐三位
  - 女子：藤原宗子（二条太皇太后宮大弐） - 源師頼室[7]
- 生母不詳の子女
  - 男子：隆源